# بيرشتوناس
بيرشتوناس (بالإنجليزية: Birštonas)‏ هي منطقة سكنية تقع في ليتوانيا في مقاطعة كاوناس.[بحاجة لمصدر] يقدر عدد سكانها بـ 3,138 نسمة .

## المدن التوأمة
مدن Keila، Leck، Żnin، سيغولدا، Sysmä، Bykle ونيرينغا هي مدن توأمة لـبيرشتوناس.